# Слободка-Чернелевская
Слободка-Чернелевская (укр. Слобідка-Чернелівська) — село в Красиловском районе Хмельницкой области Украины.
Население по переписи 2001 года составляло 85 человек. Почтовый индекс — 31050. Телефонный код — 3855. Занимает площадь 0,471 км². Код КОАТУУ — 6821589207.

## Местный совет
31050, Хмельницкая обл., Красиловский р-н, с. Заслучное, пл. Ленина

## Известные жители и уроженцы
- Лыба, Мария Игнатьевна (1928—2005) — Герой Социалистического Труда.